# Кочерга, Анатолий Иванович
Анато́лий Ива́нович Кочерга́ (укр. Анатолій Іванович Кочерга; род. 9 июля 1949) — советский, украинский оперный певец (бас). Народный артист СССР (1983).

## Биография
Анатолий Кочерга родился 9 июля 1949 года (по другим источникам — в 1947) в селе Самгородок (ныне Хмельникский район, Винницкая область, Украина).
В 1973 году окончил Киевскую консерваторию им. П. И. Чайковского (ныне Национальная музыкальная академия Украины имени П. И. Чайковского) (класс Р. А. Разумовой).
С 1972 года — стажёр, с 1974 — солист Киевского театра оперы и балета им. Т. Г. Шевченко.
В 1975—1976 годах стажировался в театре «Ла Скала» (Милан).
В 1987—1990 годах работал в труппе Венской государственной оперы.
Выступает как камерный певец, особенно близка вокальная лирика П. И. Чайковского и С. В. Рахманинова. В концертном репертуаре — вокально-симфонические произведения, арии, романсы, украинские народные и авторские песни.
С 1988 года начал работать по контрактам на оперных и концертных сценах мира.
В 1987 году на гастролях с польским театром «Вельки» выступал с заглавной партией в опере «Борис Годунов» М. П. Мусоргского на сцене театра «Гранд-опера» (Париж). В 1994 году выступил с той же партией на Зальцбургском фестивале (Австрия). В 2012 году исполнил партию князя Ивана Хованского в постановке оперы М. П. Мусоргского «Хованщина» в Метрополитен-опера (Нью-Йорк).
Осуществил записи на грампластинки, в фонды Украинского радио и телевидения.
Творчеству певца посвящён кинофильм «Портрет, написанный голосом» (1984, реж. В. Бунь).
Член КПСС с 1977 года. Депутат Совета Национальностей Верховного Совета СССР 11 созыва (1984—1989) от Украинской ССР.
С 2018 года — советник ректора Национальной музыкальной академии Украины им. П. И. Чайковского.
Живёт вместе с женой Линой в Вене (Австрия). Также имеют жильё в Киеве и Люксембурге. Остаётся гражданином Украины.

## Награды и звания
- Лауреат 5-го Всесоюзного конкурса вокалистов имени М. И. Глинки (1-я премия) (Вильнюс, 1971)
- Лауреат конкурса вокалистов 10-го Всемирного фестиваля молодёжи и студентов в Берлине (1973)
- Лауреат Международного конкурса имени П. И. Чайковского (5-я премия) (Москва, 1974)
- Заслуженный артист Украинской ССР (1975)[7]
- Народный артист Украинской ССР (1979)
- Народный артист СССР (1983)
- Государственная премия Украинской ССР им. Т. Г. Шевченко (1989) — за исполнение партий в оперных спектаклях «Борис Годунов» М. П. Мусоргского, «Дон Карлос» Дж. Верди, «Милана» Г. И. Майбороды
- Премия Ленинского комсомола Украины им. Н. А. Островского (1980)
- Орден князя Ярослава Мудрого V степени (2016)[8]
- Медаль «В память 1500-летия Киева»

## Творчество
По мнению журналиста украинской газеты «День» А. Вишневой, певец — один из самых востребованных в Европе исполнителей из стран бывшего СССР, «Звезда № 1 Украины», а в анонимной статье «Утро.ру» он назван «самым известным на сегодня басом славянского происхождения».

У Кочерги, у Анатолия, особенная анатомия: он глоткой только ест и пьёт, а сердцем — дышит и поёт. Евгений Евтушенко

Из интервью А. Кочерги:

В Штатсопере я встретился с Гербертом фон Караяном. Знаменитый австрийский дирижёр меня отчитал, что я не учтив. Оказалось, что он также посылал мне приглашения об общей работе, а я даже не ответил на его предложения. Знаете, я был обескуражен и сказал: «Маэстро, если бы я знал хоть об одном вашем приглашении, я бы на коленях по шпалам приполз».

### Партии
- «Хованщина» М. П. Мусоргского — Досифей
- «Борис Годунов» М. П. Мусоргского — Борис Годунов, Пимен, Варлаам
- «Князь Игорь» А. П. Бородина — Галицкий
- «Ярослав Мудрый» Г. И. Майбороды — Сильвестр
- «Фауст» Ш. Гуно — Мефистофель
- «Дон Карлос» Дж. Верди — Филипп II
- «Евгений Онегин» П. И. Чайковского — Гремин
- «Лакме» Л. Делиба — Нилаканта
- «Севильский цирюльник» Дж. Россини — Дон Базилио
- «Катерина Измайлова» Д. Д. Шостаковича — Старый каторжник, Борис Тимофеевич, Шеф полиции
- «Царская невеста» Н. А. Римского-Корсакова — Собакин
- «Золотой петушок» Н. А. Римского-Корсакова — Полкан
- «Моцарт и Сальери» Н. А. Римского-Корсакова — Сальери
- «Мазепа» П. И. Чайковского — Кочубей
- «Война и мир» С. С. Прокофьева — Кутузов
- «Царь Эдип» И. Ф. Стравинского — Креон
- «Дон Жуан» В. А. Моцарта — Командор
- «Аида» Дж. Верди — Рамфис
- «Фальстаф» Дж. Верди — Пистоль
- «Риголетто» Дж. Верди — Спарафучиле
- «Сила судьбы» Дж. Верди — Падре Гвардиано
- «Макбет» Дж. Верди — Банко
- «Симон Бокканегра» Дж. Верди — Фиеско
- «Манон» Ж. Массне — де Гриё
- «Самсон и Далила» К. Сен-Санса — Абемелех

### Фильмография
- 1982 — Фауст (фильм-опера) — Мефистофель
- 1987 — Борис Годунов (фильм-опера) — Борис Годунов

### Дискография
- 1989 — «Леди Макбет Мценского уезда» Д. Д. Шостаковича (дирижёр С. Турчак) — Старый каторжник
- 1989 — «Хованщина» М. П. Мусоргского (дирижёр К. Аббадо) — Шакловитый
- 1992 — «Леди Макбет Мценского уезда» Д. Д. Шостаковича (дирижёр Чон Мён Хун) — Полицмейстер
- 1993 — «Мазепа» П. И. Чайковского (дирижёр Н. Ярви) — Кочубей
- 1993 — «Борис Годунов» М. П. Мусоргского (дирижёр К. Аббадо) — Борис Годунов
- 1996 — «Скупой рыцарь» С. В. Рахманинова (дирижёр Н. Ярви) — Слуга
- 1997 — «Алеко» С. В. Рахманинова (дирижёр Н. Ярви) — Старый цыган
- 1998 — «Дон Жуан» В. А. Моцарта (дирижёр А. Ломбар) — Командор
- 2000 — «Война и мир» С. С. Прокофьева (дирижёр Г. Бертини) — М. И. Кутузов
- 2001 — «Фальстаф» Дж. Верди (дирижёр К. Аббадо) — Пистоль
- 2002 — «Дон Жуан» В. А. Моцарта (дирижёр Б. де Бийи) — Командор
- 2002 — «Леди Макбет Мценского уезда» Д. Д. Шостаковича (дирижёр А. Анисимов) — Борис Тимофеевич
- 2004 — «Борис Годунов» М. П. Мусоргского (дирижёр С. Вайгле) — Варлаам
- 2008 — «Евгений Онегин» П. И. Чайковского (дирижёр А. Ведерников) — Гремин

## Интересные факты
- В 1998 году, в Мехико в результате нападения грабителя А. Кочерга был ранен выстрелом в ногу, однако через неделю певец исполнил партию Бориса Годунова (концертный вариант) в Мексиканской опере, сидя на сцене в инвалидной коляске.
- В 2003 европейская «жёлтая пресса» активно обсуждала кратковременный роман дочери певца Юлии, которая живёт во Франкфурте-на-Майне, с немецким футболистом Л. Маттеусом[11].